# Розина, Алессандро
Алесса́ндро Рози́на (итал. Alessandro Rosina; 31 января 1984, Бельведере-Мариттимо) — итальянский футболист, левый атакующий полузащитник.

## Клубная карьера
Алессандро Розина родился 31 января 1984 года в Бельведере-Мариттимо. Родители — Альфонсо и Мария. У Алессандро есть два брата — Франческо и Фабрицио.
В возрасте пяти лет начал играть за детскую команду «Читаделла дель Капо», показал хорошую игру, и за ним начали наблюдать скауты различных клубов, в частности, «Ювентуса». Но отец Алессандро, Альфонсо, предпочёл отдать сына в клуб «Парма», в котором он и начал свою карьеру.

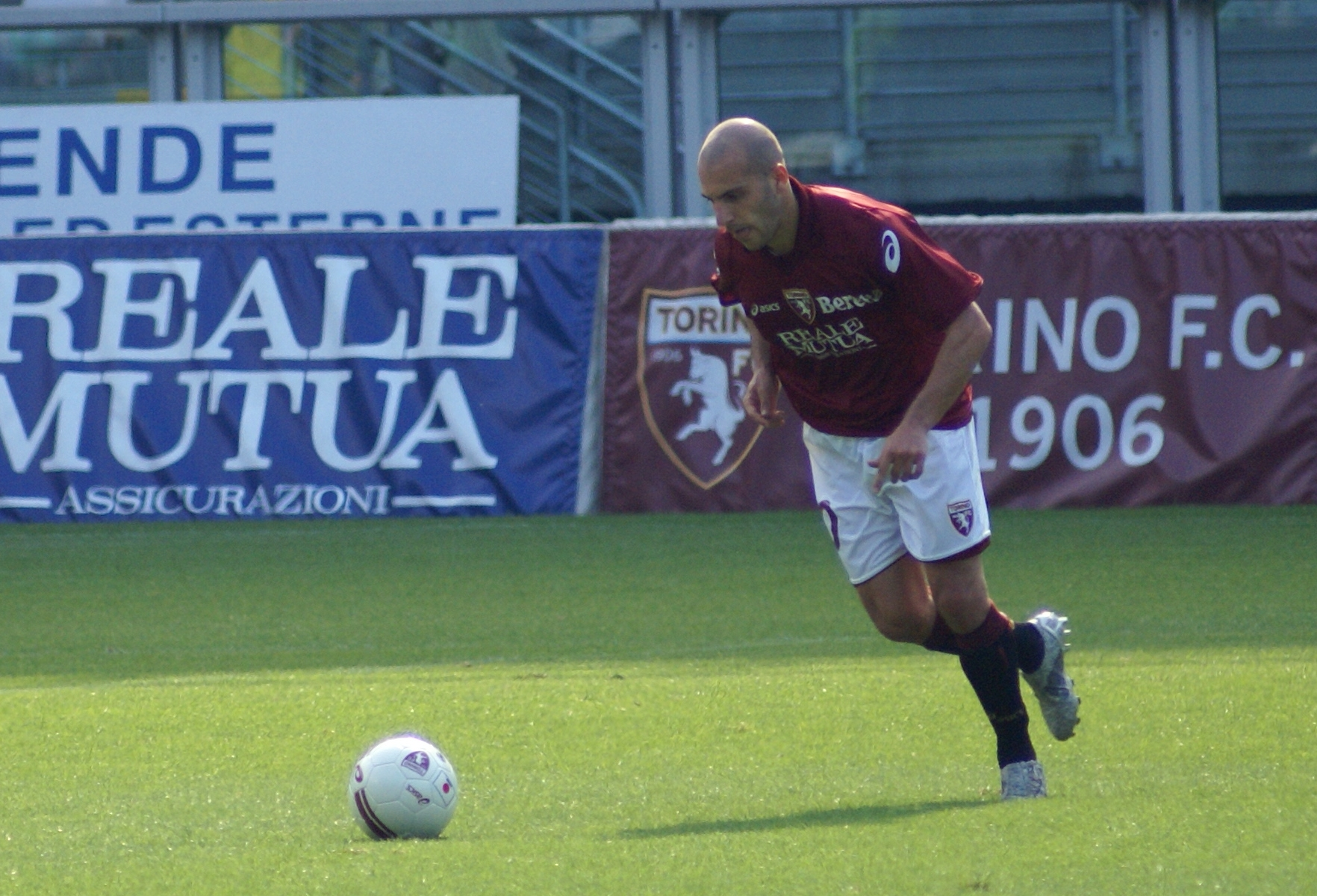
Штрафной в исполнении Розины в сезоне 2006/07

16 февраля 2003 года Розина, прошедший все молодёжные стадии клуба, дебютировал в составе первой команды «Пармы» в матче против «Ювентуса», заменив японца Накату, «Парма» проиграла в том матче 1:2. Вскоре Розина стал показывать высокий уровень игры; например, выйдя на замену в игре с клубом «Пьяченца» тогда, когда «Парма» проигрывала 0:2, футболист сделал два голевых паса, и «Парма» победила 3:2. Но следующий сезон прошёл не так гладко: из-за смены тактики команды для Розины места на поле не находилось. Несмотря на это, футболист дебютировал в молодёжной сборной Италии в матче с Грецией.
В 2005 году Розина, которому места на поле по-прежнему не находилось, на правах аренды перешёл в клуб «Верона», в котором за полсезона стал игроком основного состава, забивая в 17-ти матчах 2 мяча. После этого игроку предлагали контракты клубы «Лацио», «Асколи», «Мессина», но Розина предпочёл «Торино», который заплатил Парме 400 тыс. евро отступных, получив половину прав на трансфер игрока.
В первый свой сезон в «Торино» Розина забил 12 мячей в 42 матчах чемпионата, становясь самым результативным игроком команды, которая вышла в Серию А. После этого президент «Торино» выплатил 850 тыс. евро за оставшиеся 50 % прав на футболиста. В сезоне 2006/07 Розина вышел на поле в 35 матчах и забил 9 мячей. В сезоне 2007/08 провёл 35 матчей, забил 8 голов. 5 октября 2007 года, Розина подписал новый контракт с «Торино», рассчитанный до 2011 года. В январе 2008 года Розина стал капитаном «Торино».

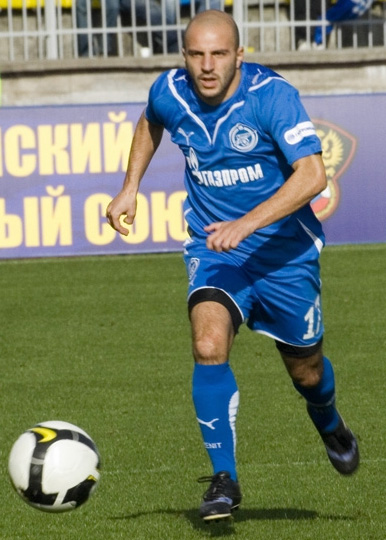
Розина в составе «Зенита»

По окончании сезона 2008/09 Розина начал конфликтовать с фанатами «Торино» и приступил к поискам новой команды. Среди претендентов на Розину числились «Штутгарт» и «Зенит», предложивший за трансфер итальянца 5,5 млн евро, позже петербургский клуб увеличил сумму трансфера до 8 млн евро за годовой контракт с итальянцем, который получит 2 млн евро годовой зарплаты. В итоге Розина выбрал «Зенит», за который очень хотел выступать.
В составе «Зенита» Розина дебютировал 5 августа в матче Кубка России с клубом «Нижний Новгород», на 40-й минуте встречи забил свой первый гол за петербургский клуб, игра завершилась со счётом 2:1 в пользу «сине-бело-голубых», Розина провёл 75 минут на поле. В августе, Розина был признан лучшим игроком месяца в «Зените», забив 2 гола в 7 проведённых матчах.
29 января 2011 года петербургский «Зенит» отдал в аренду «Чезене» полузащитника Алессандро Розину, сообщает официальный сайт итальянского клуба. Игрок уже провел первую тренировку в составе нового клуба. Розина перешёл в «Зенит» из «Торино» в 2009 году. В прошедшем сезоне он сыграл 22 матча, в которых забил 6 голов. По окончании аренды Розина вернулся в Петербург.
В июне 2012 года руководство ФК «Зенит» в лице генерального директора сообщило, что тренерский штаб больше не рассчитывает на Алессандро.

## Международная карьера
Розина начал международную карьеру в молодёжной сборной Италии, с которой выступал на молодёжном чемпионате Европы в 2004 году, в котором итальянцы были самой сильной командой, но хотя Розина и стал чемпионом Европы, в финальном турнире он просидел все матчи на скамье запасных, на поле не выходя. Был игроком основы на молодёжных европейских первенствах в 2006 и 2007 годах, там итальянцы выступили неудачно.
17 октября 2007 года Розина дебютировал в первой сборной Италии в товарищеском матче со сборной ЮАР, завершившемся победой итальянцев 2:0.

## Статистика

### Клубная

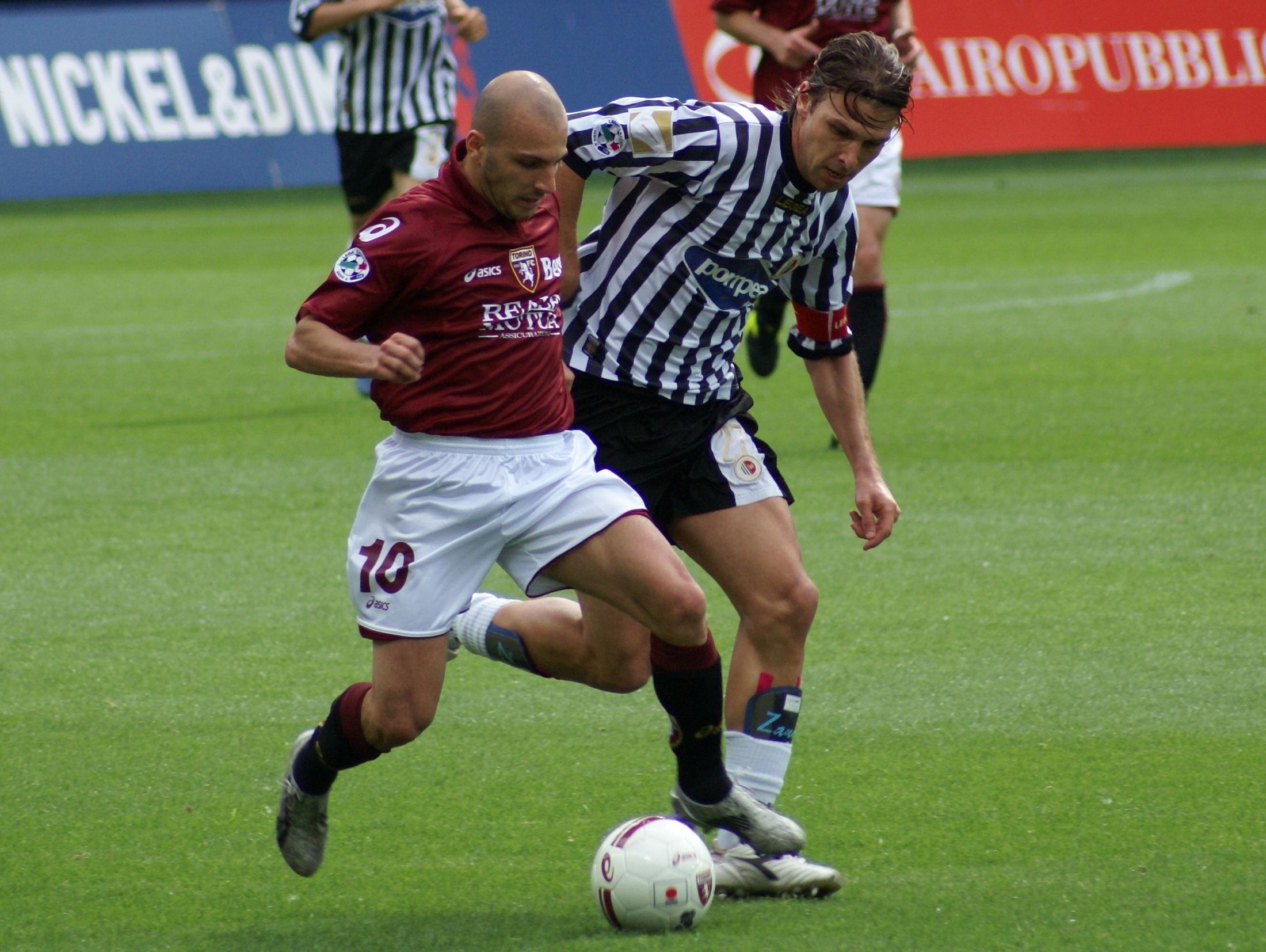
Розина 6 мая 2007 года

На 8 июня 2012
| Сезон   | Клуб         | Лига         | Чемпионат | Чемпионат | Кубок | Кубок | Еврокубки | Еврокубки |
| Сезон   | Клуб         | Лига         | Игры      | Голы      | Игры  | Голы  | Игры      | Голы      |
| ------- | ------------ | ------------ | --------- | --------- | ----- | ----- | --------- | --------- |
| 2002/03 | Парма        | Серия A      | 6         | 0         | 0     | 0     | 0         | 0         |
| 2003/04 | Парма        | Серия A      | 7         | 0         | 2     | 1     | 4         | 1         |
| 2004/05 | Парма        | Серия A      | 12        | 0         | 0     | 0     | 6         | 0         |
| 2004/05 | Эллас Верона | Серия B      | 17        | 2         | 0     | 0     | 0         | 0         |
| 2005/06 | Парма        | Серия A      | 0         | 0         | 2     | 1     | 0         | 0         |
| 2005/06 | Торино       | Серия B      | 42        | 12        | 0     | 0     | 0         | 0         |
| 2006/07 | Торино       | Серия A      | 37        | 9         | 2     | 3     | 0         | 0         |
| 2007/08 | Торино       | Серия A      | 33        | 8         | 1     | 1     | 0         | 0         |
| 2008/09 | Торино       | Серия A      | 31        | 5         | 4     | 1     | 0         | 0         |
| 2009    | Зенит        | Премьер-лига | 9         | 2         | 1     | 1     | 2         | 0         |
| 2010    | Зенит        | Премьер-лига | 15        | 2         | 4     | 2     | 4         | 2         |
| 2010/11 | Чезена       | Серия A      | 10        | 1         | 0     | 0     | 0         | 0         |
| 2011/12 | Зенит        | Премьер-лига | 10        | 0         | 0     | 0     | 1         | 0         |

## Достижения
«Зенит»:
- Бронзовый призёр чемпионата России: 2009
- Обладатель Кубка России: 2009/10
- Чемпион России: 2010, 2012

### Сборная
| Дата            | Оппонент | Счёт | Голы | Соревнование      |
| 17 октября 2007 | ЮАР      | 2:0  | 0    | Товарищеский матч |